# روجرز غينز
روجرز غينز (بالإنجليزية: Rogers Gaines)‏ هو لاعب كرة قدم أمريكية ولاعب كرة قدم كندية أمريكي، ولد في 24 يونيو 1989 في غودليتسفيل في الولايات المتحدة.

## وصلات خارجية
- روجرز غينز على موقع مرجع كرة القدم المحترفة.كوم (الإنجليزية)